# ハワイクイナ
ハワイクイナ (学名：Porzana sandwichensis) は、ツル目クイナ科に分類される鳥類の一種である。絶滅種。別名サンドウィッチクイナとも呼ばれる。 
暗い形と明るい斑点のある形が知られている（以下を参照）。

## 分布

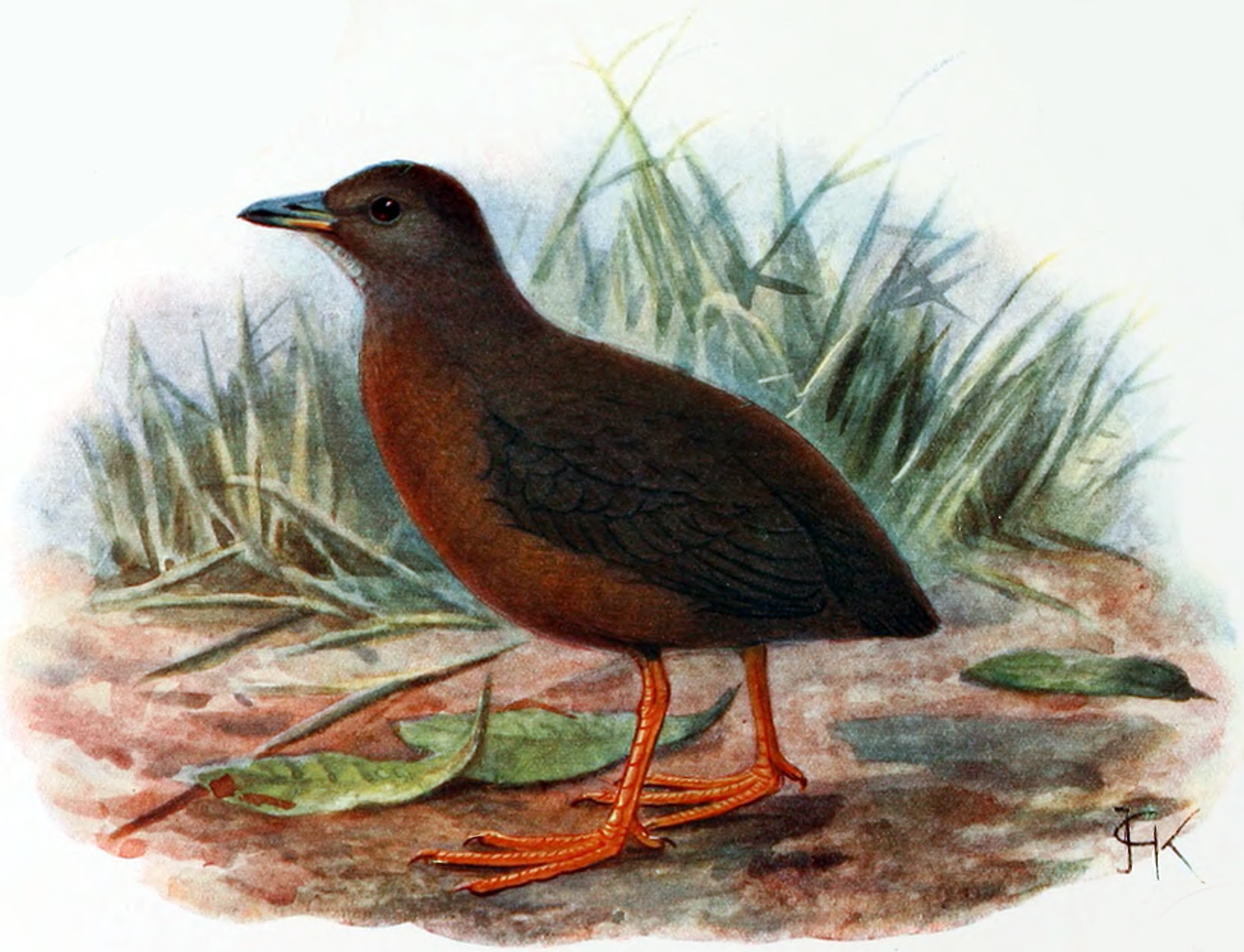
暗い形

ハワイ諸島のハワイ島に生息していた。またモロカイ島にも生息していたとする説もある。ハワイ島とモロカイ島の間にはマウイ島、ラナイ島などの島があるが、これらの島にも生息していたかどうかは不明。

## 形態
全長約14cm。小型のクイナ類であった。体の上面は濃い茶褐色で下面は茶褐色に灰褐色の斑模様になっていた。

## 生態
森林沿いの草地に生息していた。飛翔力は退化していた。

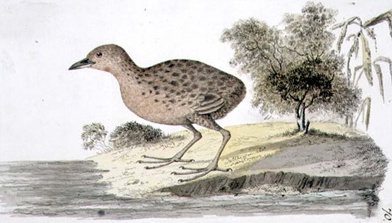
ジェームズクック船長が3回目の航海に同行したときにウィリアムエリスが描いた標本（1776–78）

## 絶滅への経緯
欧米人のハワイ諸島進出により持ち込まれた家畜（主にブタ）やネコ、ネズミなどによる食害や生息環境の破壊が原因で、1884年（1893年にも不確実な記録がある）に目撃されたのを最後として絶滅したものとされる。 